# Ӵ (слово ћирилице)
Ӵ ӵ (Ӵ ӵ, укошено: Ӵ ӵ) је слово ћириличног писма. Зове се Ч са дијерезом. Његов облик је изведен од ћириличног слова Ч ч.
Ч са дијерезом се користи само у писму удмуртског језика, где представља безвучну палато-алвеоларну африкату, попут изговора ⟨ћ⟩ у „пилећи”.
То је тридесето слово удмуртске азбуке.

## Рачунарски кодови
| Знак                      | Ӵ                                          | Ӵ                                          | ӵ                                        | ӵ                                        |
| ------------------------- | ------------------------------------------ | ------------------------------------------ | ---------------------------------------- | ---------------------------------------- |
| Назив у Уникоду           | CYRILLIC CAPITAL LETTER CHE WITH DIAERESIS | CYRILLIC CAPITAL LETTER CHE WITH DIAERESIS | CYRILLIC SMALL LETTER CHE WITH DIAERESIS | CYRILLIC SMALL LETTER CHE WITH DIAERESIS |
| Врста кодирања            | децимална                                  | хексадецимална                             | децимална                                | хексадецимална                           |
| Уникод                    | 1268                                       | U+04F4                                     | 1269                                     | U+04F5                                   |
| UTF-8                     | 211 180                                    | D3 B4                                      | 211 181                                  | D3 B5                                    |
| Нумеричка референца знака | &#1268;                                    | &#x4F4;                                    | &#1269;                                  | &#x4F5;                                  |

## Слична слова
• Ч ч – ћирилично слово Ч
• Ћ ћ – ћирилично слово Ћ
• Č č – латинично слово Č
• Ć ć – латинично слово Ć